# KUD „Fran Galović” Udruge žena Peteranec
KUD „Fran Galović” Udruge žena Peteranec osnovan je 1999. godine i od tada djeluje s ciljem promicanja kulture i očuvanja etno i folklorne baštine sela Peteranec.
U radu društva aktivno sudjeluje stotinjak članova. Društvo sudjeluje svake godine na Galovićevim jesenima, Podravskim motivima, Županijskoj smotri folklora, Županijskoj smotri dječjeg folklora, smotrama folklora u mjestima širom Hrvatske, te na svim manifestacijama koje uključuju folklorni, recitatorski i dramski program. Organizatori su smotre folklora „Peteranski šlingeraj” koja se održava u sklopu Galovićeve jeseni krajem listopada i početkom studenog. Tada organiziraju tradicionalnu sadnju Galovićevog kostanja i izložbu etnoblaga Peteranca.
U suradnji s Muzejom grada Koprivnice dječja folklorna skupina sudjelovala je u prikazu starih dječjih igri Podravine te je snimljen prilog koji je prikazan na HRT-u o običaju „Zvjezdara” u Podravini. 2005. godine društvo je primilo županijsko priznanje za promicanje kulture i istaknuti rad na tom polju. Oživjeli su običaje svatova, žetvene običaje, „proščenja za Petrov”o, uskrsne običaje, božićne običaje, stare napjeve, kola i molitve iz Peteranca. Sudjelovali su u međunarodnoj razmjeni hrvatskih i bugarskih učenika.
2009. sudjelovali su u emisiji Hrvatske radio televizije Lijepom našom u Križevcima. 
2009. jedini su predstavnici Hrvatske na Folklornim danima Praga. 2011. godine sudjeluju na međunarodnom festivalu „Makedonsko sonce” u Ohridu, u Makedoniji. Dječja folklorna grupa sudjelovala je 2010. na dječjim Vinkovačkim jesenima. Etno grupa je 2010. sudjelovala u međunarodnom projektu DravaGastroLoby u Barcsu u Mađarskoj. 
Članovi nose građansku nošnju iz 1918. g. Ženska nošnja sastoji se od tri podsuknjenke, ručno plisirane suknje, frtunja, šlinganog oplećka i modulinke. Djevojke na glavi imaju spleten kobas, a žene imaju rupce svilence. Muški dio članova nosi štofene lače i robače, te na glavi škrlak. Dječja ženska nošnja sastoji se od podsuknjenke i dječjeg frtunja. 2006. godine nošnja je predstavljena na skupu etnologa u Ogulinu, a 2007. godine ušla je u katalog hrvatskih nošnji. Najvrjedniji dio nošnje su vezeni/šlingani dijelovi. Bijeli vez, šlinganje, toledo i file članice Udruge čuvaju od zaborava i zatiranja.

## Vanjske poveznice
- Službene međumrežne stranice